# 77 aC
L'any 77 aC va ser un any del calendari romà prejulià. En aquell temps, era conegut com a any del consolat de Lèpid i Brutus (o, més rarament, any 677 ab urbe condita o de la fundació de la ciutat). L'ús del nom «77 aC» per referir-se a aquest any es remunta a l'alta edat mitjana, quan el sistema Anno Domini va ser el mètode de numeració dels anys més comú a Europa.

## Esdeveniments

### Imperi Part
- Sanatroces I de Pàrtia es elegit rei d l'Imperi Part, quan ja té uns 80 anys, pel Vazurgan ('Consell d'Ancians') que buscaven un arsàcida legítim.[2]

### Armènia
- Tigranes II d'Armènia funda una nova capital a Armènia, Tigranocerta, a la que dona el seu nom. La ubicació de la ciutat no està ben establerta.[3]

### República Romana
- Mamerc Emili Lèpid Livià i Dècim Juni Brutus són elegits cònsols.[4]
- Marc Emili Lèpid, cònsol l'any anterior (78 aC), és nomenat procònsol de la Gàl·lia Transalpina per allunyar-lo d'Itàlia. S'atura a Etrúria on recluta un exèrcit de fidels a Gai Mari, i el senat li ordena de tornar a Roma per dirigir els comicis però Lèpid, suposant que el volen fer presoner, no obeeix. Als inicis d'aquest any el senat el declara enemic públic, i Lèpid es dirigeix a Roma per atacar-la. En els combats, dirigits per Quint Lutaci Càtul mor el seu fill Emili Lèpid Escipió. Marc Emili Lèpid embarca cap a Sardenya, on el procònsol de l'illa, Luci Valeri Triari, el rebutja, i mor poc després.[5]
- Api Claudi Pulcre és nomenat interrex per defensar Roma de l'atac de Marc Emili Lèpid.[6]
- Pompeu obté el comandament, com a procònsol, de la guerra contra Quint Sertori a Hispània, que havia derrotat diverses vegades a Quint Cecili Metel Pius. En 40 dies fa els preparatius i sortirà de la península Itàlica amb 30.000 homes a peu i 1000 cavallers a inicis del 76 aC.[7]

### Hispània
- Marc Perpenna Ventó s'uneix a les forces de Quint Sertori amb alguns nobles i senadors i algunes tropes, segons Plutarc 53 cohorts, que forcen Perpenna a acceptar el comandament de Sertori.[8]

## Naixements
- Fúlvia, que es casarà, després d'altres matrimonis, amb Marc Antoni.[9]
- Liu Xiang, polític, astrònom i historiador xinès.[10]

## Necrològiques
- Tit Quinti Ata, poeta còmic romà.[11]